# Jurazini
Jurazini (en italien : Iurassini) est une localité de Croatie située en Istrie, dans la municipalité de Sveta Nedelja, dans le comitat d'Istrie. En 2021, la localité comptait 91 habitants.

## Démographie
| 1948 | 1953 | 1961 | 1971 | 1981 | 1991 | 2001 | 2021 |
| ---- | ---- | ---- | ---- | ---- | ---- | ---- | ---- |
| 171  | 94   | 94   | 78   | 75   | 73   | 62   | 91   |